# JunoCam

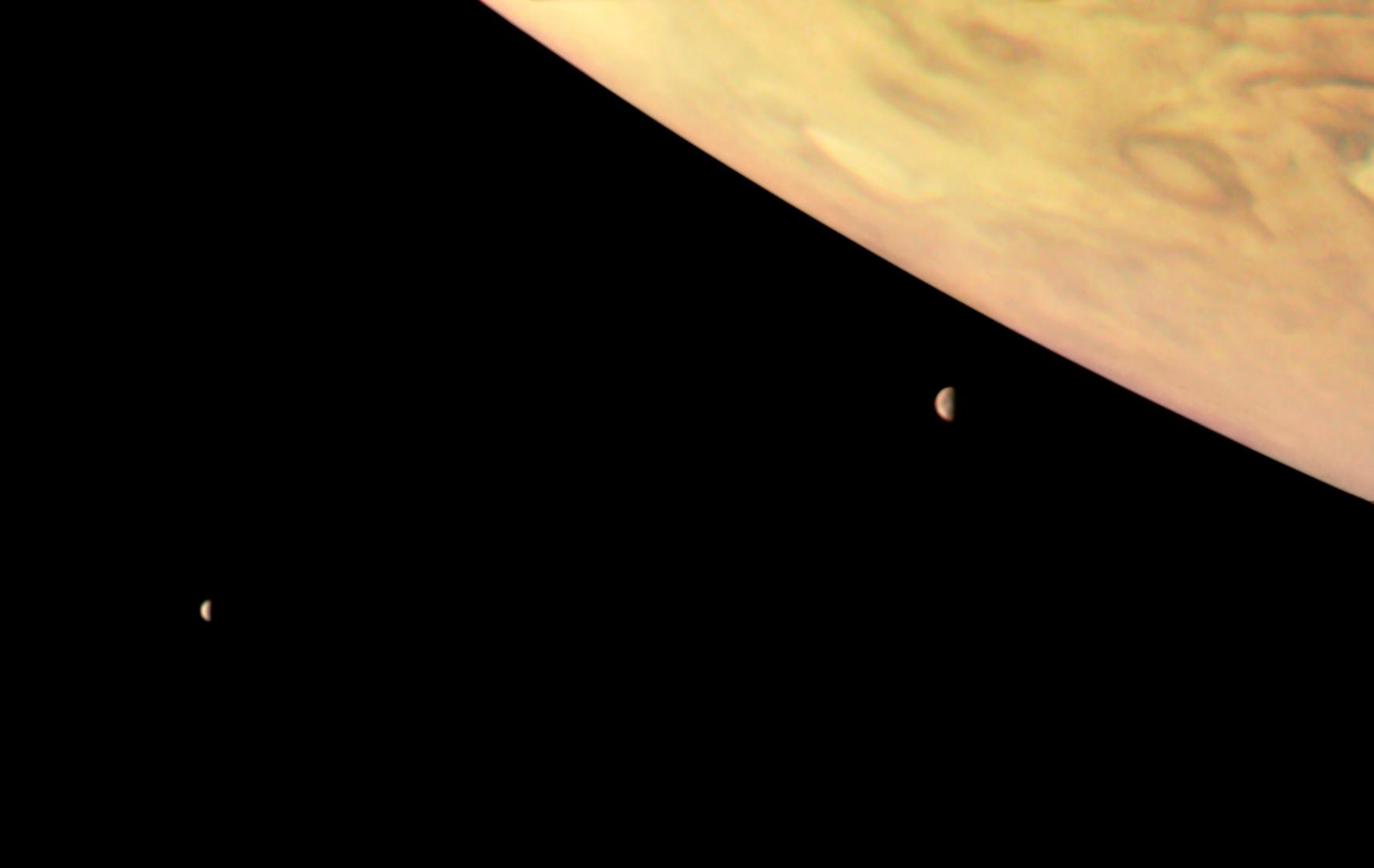
Io i Europa amb Júpiter

JunoCam (o JCM) és la càmera/telescopi de llum visible de la sonda Juno a Júpiter, una sonda espacial de la NASA llançat al planeta Júpiter el 5 d'agost de 2011. Va ser fabricat per Malin Space Science Systems. El telescopi/càmera té un camp de visió de 58 graus amb quatre filtres (3 per a llum visible). La càmera està dirigida per la JunoCam Digital Electronics Assembly (JDEA) també realitzada per MSSS. Es necessita un canvi d'imatges a mesura que gira la nau espacial; la càmera es fixa a la nau espacial de manera que gira, així obté un esbós d'observació.
JunoCam no és un dels principals instruments científics de la sonda; es va implementar principalment per a la divulgació i la ciència pública, per augmentar la participació i per fer disponibles totes les imatges al lloc web de la NASA. És capaç d'utilitzar-se per a la ciència i té algunes activitats coordinades en aquest sentit, a més d'engrescar astrònoms aficionats i professionals d'infrarojos.
A més dels filtres de llum visibles, també té un filtre infraroig proper per ajudar a detectar núvols; un filtre de metà a més dels filtres de colors visibles. La càmera és de tipus línia, amb la generació d'una imatge a mesura que la nau espacial fa moure el sensor a través de la zona d'observació.
Originalment, a causa de les restriccions de telecomunicacions, Juno només pot retornar uns 40 megabytes de dades de càmera durant cada període orbital de 11 dies (aquest període orbital es va modificar posteriorment). Aquesta velocitat mitjana de dades d'enllaç descendent d'aproximadament 325 bits per segon limita el nombre d'imatges que es capturen i es transmeten durant cada òrbita a un lloc d'entre 10 i 100, depenent del nivell de compressió utilitzat. Això és comparable a l'anterior missió Galileo que va orbitar Júpiter i va capturar milers d'imatges malgrat la seva lenta taxa de dades de 1000 bits per segon (a nivells màxims de compressió) a causa de problemes d'antena que paralitzaven el seu enllaç de comunicacions previst de 135.000 bits per segon.
L'objectiu principal d'observació és el propi planeta Júpiter, tot i que pot capturar algunes imatges limitades dels satèl·lits de Júpiter. Metis i Adrastea.
El projecte JunoCam està dirigit per Candice Hansen-Koharcheck.